# خرتویسی
خرتویسی (به لاتین: Khertvisi) یک روستا در گرجستان است که در سامتسخه-جاواختی واقع شده‌است. خرتویسی ۲۰۲ نفر جمعیت دارد و ۱٬۲۵۰ متر بالاتر از سطح دریا واقع شده‌است.